# La Posada de Los Abrazos
La Posada de Los Abrazos (Bilbao, 2003) es un colectivo de intervención social feminista que apuesta por la transformación a través del acompañamiento y la reivindicación.

## Historia
En el año 2003, un grupo de personas que trabajaba en el ámbito de la intervención observó que en Bilbao existía una parte importante de la población desprotegida y excluida socialmente, especialmente en materia de vivienda. Para intentar paliar este déficit, decidieron impulsar un proyecto de viviendas comunitarias, con la ayuda de una compañera que ya había desarrollado una experiencia similar.Al principio, comenzaron arrendando dos pisos y enseguida dieron a conocer la iniciativa entre varios colectivos, que les ayudaron a equiparlos. Había nacido La Posada de Los Abrazos.
Inmediatamente, abrieron las puertas de las nuevas viviendas y comenzó a fraguarse una nueva comunidad, compartiendo fogones, comidas y paseos. Entre todas las personas -tanto trabajadoras como residentes- decidieron cómo querían vivir: no quisieron poner normas ni letreros en las paredes, sino simplemente que se mantuviera un espacio de entendimiento buscando un equilibrio entre las necesidades individuales y las colectivas. Poco a poco, se fueron dando cuenta de que quienes convivían en La Posada de Los Abrazos tenían necesidades de diferentes tipos, más allá de la vivienda. Por eso, empezaron a hacer también un trabajo de reconstrucción de la dignidad, con un enfoque educativo y con el objetivo claro de establecer lazos entre todas las personas que convivían en los pisos.
Por decisión interna, la asociación no está conveniada con la administración pública. De esta manera, no tienen un perfil concreto al que atender, ni unos plazos concretos que cumplir en los acompañamientos, todo depende de los acuerdos a los que llegan con las personas que llegan a La Posada. De esta forma pueden dar respuesta a situaciones que de otra manera se quedarían sin atender y acompañar a cada persona el tiempo que lo necesite. Debido a la ausencia de convenio, su supervivencia económica depende exclusivamente de las subvenciones públicas que anualmente puedan concederles, de las aportaciones de otros colectivos y de personas.
Ofrece espacios de convivencia y acompañamiento socio-educativo y afectivo, en especial a mujeres en sus procesos de empoderamiento para la construcción o reconstrucción de relaciones más saludables en su entorno, incluyendo el ámbito familiar, reconociendo sus saberes y facilitando la transmisión de los mismos.

### Incendio y reformulación
A lo largo de su trayectoria, el colectivo ha experimentado diversos procesos de reflexión y reestructuración. La madrugada del 4 de marzo de 2006, tres meses después de alquilar una pensión de dos plantas en el número 34 de la calle San Francisco, el edificio ardió y tres personas usuarias fallecieron. La ciudad se volcó con La Posada de los Abrazos y la arropó económicamente.
El proyecto toma otra perspectiva, ya que la gente se puede ubicar en espacios mucho más dignos. En una casa están las mujeres maltratadas, en otra quienes trabajan en el servicio doméstico, en otra las personas enfermas.Con el tiempo, los apoyos fueron disolviéndose. En paralelo, el proyecto decidió que debía dejar de ser mixto y atender solo a mujeres, ya que no había recursos pensados específicamente para ellas.
La Posada cuenta en 2024 con dos viviendas. Cuando una mujer entra en La Posada tiene la seguridad de que podrá quedarse hasta que pueda sostenerse por sí misma. Son procesos largos y quien llega a la Posada es que no cabe en lo institucional, no le ha gustado la experiencia institucionalizada o ha llegado en una situación de desamparo total. En la Posada habitarán en una convivencia consensuada y horizontal. Las trabajadoras sociales contratadas por el colectivo y las militantes atienden “sin una mesa de por medio”. Y juntas recorrerán el camino que les permitirá emanciparse con una mochila cargada de recursos y habilidades.

## Premios y reconocimientos
- 2013 Premio Emakunde a la Igualdad, por su respuestaa las necesidades urgentes y a la situación concreta de mujeres diversas que enfrentan la precariedad y la violencia sexista.[8]
- 2013 V Premio Bilbao Norte-Sur, promovido por el Ayuntamiento de Bilbao para premiar a aquellas personas o entidades que luchan por un mundo más justo.[9]